# The Biggest Douche in the Universe
The Biggest Douche in the Universe is aflevering #615 van de animatieserie South Park. In Amerika werd de aflevering voor het eerst uitgezonden op 27 november 2002.

## Plot
De aflevering begint met Cartman, die naar het ziekenhuis gebracht wordt. Doordat de ziel van Kenny nog steeds in hem zit, raakt "zijn tijd op". De dokter wil hem daarom een tijdtransplantatie geven. Chef besluit echter Cartman, samen met Cartmans moeder, Stan en Kyle, mee te nemen naar het medium John Edward, in New York.
Edward helpt ze echter niet veel verder, maar hij inspireert Kyle wel door te zeggen dat hij van zijn overleden grootmoeder op zoek moet gaan naar vier witte vogels. Chef wil naar zijn ouders in Schotland gaan om Cartman te helpen, terwijl Stan en Kyle terug moeten naar Colorado. Dan ziet Kyle een poster over Jewleeard (gebaseerd op Juilliard School). Het logo bestaat uit 4 witte duiven en Kyle denkt dat dit is wat zijn grootmoeder bedoelde. Stan gaat naar het huis van Edward. Hij gelooft niet dat Edward echt kan communiceren met doden en scheldt Edward uit en zegt dat hij de grootste zielenpoot in het heelal is (the biggest douche in the universe). Als Stan wil vertrekken neemt hij stiekem nog enkele van Edwards boeken - de meeste gaan over cold reading - mee. Stan probeert Kyle over te halen niet naar Jewleeard te gaan. Hij wil bewijzen dat Edward een leugenaar is, door de trucs te vertellen. Maar daarop denkt de menigte die zich om hem heeft verzameld dat hij óók met doden kan communiceren.
De ouders van Chef weten Kenny's ziel uit Cartmans lichaam te halen, maar omdat Chef geen lichaam heeft meegenomen waar de ziel een gedaante aan kan nemen, zweeft de ziel door het huis om uiteindelijk in een stuk vlees te belanden. Ze vliegen weer terug naar Colorado met Kenny en een gezonde Cartman.
Uiteindelijk overtuigt Stan Kyle tijdens een show, waarin moet blijken wie het beste medium is: Stan of John Edward. Er komt echter een ruimteschip dat John Edward meeneemt, omdat hij is genomineerd voor de prijs van grootste zielenpoot van het heelal. Edward protesteert, maar wordt meegenomen en wint uiteindelijk ook de prijs.

## Kenny's dood
Gedurende de hele aflevering zijn er trailers te zien die de nieuwe films van Rob Schneider (als nietmachine, wortel en Da Derp Dee Derp Da Teetley Derpee Derpee Dumb - allemaal voor 12 jaar en ouder) aanprijzen. Als Rob Schneider van het vlees eet waar Kenny's ziel in zit, verschijnt ook de film Rob Schneider als Kenny (opnieuw voor 12 jaar en ouder). Rob Schneider, en dus ook Kenny, overlijden uiteindelijk als Robs hoofd aan een vlaggenstok wordt gespiest.
Deze dood van Kenny lijkt erg op zijn dood in Weight Gain 4000 (nr. 102), als Mr. Garrison hem, per ongeluk, neerschiet en Kenny vervolgens eveneens op een vlaggenstok belandt. In deze aflevering zit Kenny wel gewoon in zijn eigen lichaam.